# جیلیان رولتون
جیلیان رولتون (انگلیسی: Gillian Rolton; ۳ مهٔ ۱۹۵۶ – ۱۸ نوامبر ۲۰۱۷) سوارکار اهل استرالیا بود.